# Hughes de Courson
 (janvier 2013).
Si vous disposez d'ouvrages ou d'articles de référence ou si vous connaissez des sites web de qualité traitant du thème abordé ici, merci de compléter l'article en donnant les références utiles à sa vérifiabilité et en les liant à la section « Notes et références ».
Pour les articles homonymes, voir Courson.
Hughes de Courson est un musicien, compositeur et producteur français, né à Neuilly-sur-Seine le 31 juillet 1946, ancien membre fondateur et producteur du groupe Malicorne.

## Parcours

### Famille et jeunesse
Fils d'Alain de Courson de La Villeneuve (1917-2012), officier militaire originaire du Pas-de-Calais, et de Huguette de Hauteclocque (1928-2009), son grand-père maternel Jean de Hautecloque, ambassadeur de France, était le cousin germain du maréchal Philippe Leclerc de Hauteclocque.
Son père, en mission pour la verrerie Saint-Gobain, emmène avec lui sa famille au fil de ses déplacements professionnels : Hughes de Courson passe ainsi son enfance en Espagne avec ses quatre sœurs : Sibylle Nathalie, Yolaine et Annabel. Il a également un frère, journaliste, Roland. Il apprend de nombreux instruments de musique, dont la batterie, la basse, la guitare électrique, le piano, le cromorne, la cornemuse ou encore le violon. Il prend notamment des leçons de guitare avec Perico el del Lunar.
Hughes de Courson a 4 enfants, 2 d'un premier mariage avec Laure de Saboulin Bolléna : Anaïs et Eléonore "Leïto" qu'il fait chanter sur l'album Fonds de tiroirs en 1967.
Sa sœur, Yolaine de Courson, est élue députée en 2017.

### Les débuts
À son retour à Marseille, il entame des études en hypokhâgne puis khâgne au lycée Henri-IV où il écrit avec son camarade Patrick Modiano des chansons réunies dans l'album Fonds de tiroirs [1967], reprises par la suite par des artistes tels que Françoise Hardy (Etonnez-moi Benoît, Dame Souris trotte, San Salvador), Régine, Hugues Aufray ou Casse-Pipe.
Suivent des expériences dans de petits groupes de rock au milieu d'études aussi variées que la psychologie, une première année de Sciences Po, et même sociologie à la faculté de Nanterre en 1968.

### L'«aventure» Malicorne (1973-1978)
Au service militaire, Hughes de Courson rencontre à l'infirmerie le chanteur et musicien Gabriel Yacoub. Après une première collaboration d'Hughes de Courson à l'enregistrement en mars 1973 de Pierre de Grenoble, le premier album de Gabriel, ce dernier l'invite en septembre 1973 à fonder avec lui le groupe folk français Malicorne qui connaîtra un beau succès en France et en Europe, gagnant plusieurs disques d'or et vendant près de 2 millions d'albums. Huit ans plus tard, après 9 albums, le groupe est dissous. Hughes de Courson a, pour sa part, quitté le groupe dès 1978 pour se consacrer à la production de nombreux disques.

### L'«après» Malicorne (1978-aujourd'hui)

#### Les années 1970-1980
Après avoir quitté Malicorne en 1978, Hughes de Courson poursuit son activité de producteur (commencée en 1973 avec l'album Pierre de Grenoble) en créant son propre label (Ballon Noir) où signent des artistes tels que Dan Ar Braz, Kolinda, La Bamboche, ou encore Pascal Chassin, ex-guitariste du groupe Komintern) (single La Nouvelle Européenne (1979)). Il participe également activement à l'album Photocopies (1981) d'Olivier Kowalski (ex- Malicorne et Komintern). Il se lance également dans des compositions pour la danse contemporaine (il en a réalisé 22 au total) : le musicien signe notamment la musique des créations du chorégraphe Philippe Decouflé, de Karine Saporta, François Raffinot, José Besprosvany ou Marceline Lartigue.

#### Les années 1990
En 1992, il est le lauréat du Prix Léonard de Vinci (une bourse du Ministère des Affaires étrangères), ce qui lui permet d'étudier la musique pendant trois ans dans de nombreux pays dont l'Égypte, Israël, la Syrie, le Yémen, la Turquie, la Bulgarie, la Grèce, l'Albanie ou la Macédoine. Fort de cette expérience, il commence à développer une musique métissée. Il crée notamment un oratorio intitulé Yam joué par 150 musiciens palestiniens et juifs, présenté à Nazareth et Jérusalem en 1993 avec son groupe Spondo, ainsi que Nouba Beshtakeïa, œuvre présentée à l'Opéra du Caire. Avec le groupe "Spondo", il se lance dans un unique album mais c'est un échec commercial.
En 1993, il signe la musique des Jeux méditerranéens (mis en scène par Jérôme Savary).
C'est cette même année 1993 qu'il crée avec Pierre Akendengué l'album Lambarena: Bach to Africa, en hommage au Docteur Schweitzer, et dans lequel la musique de Jean-Sébastien Bach se marie à la musique traditionnelle africaine. Lambarena est un succès à la fois critique et public (80 000 exemplaires vendus la première année).
En 1994, Hugues de Courson écrit la musique de "Charlemagne", un téléfilm franco-italo-germano-luxembourgeois en trois parties, réalisé par Clive Donner, qui a été diffusé la première fois en 1993[source insuffisante].
En 1998 sort Mozart l'Égyptien, qui cette fois marie la musique de Mozart aux rythmes orientaux avec l'aide de Nasredine Dalil et Ahmed-el-Maghreby. Cet album connaît également un grand succès, notamment auprès du public (double disque d'or). Le disque s'est vendu à plus de 500 000 exemplaires dans le monde. Cependant, il est loin de faire l'unanimité, en témoigne la critique très dure de Jacques Drillon dans le Nouvel Observateur : « ce n'est plus de la musique, c'est un bordel ».
La sortie de ces deux albums donne lieu à de grands concerts au festival de Marseille et à l'abbaye de Saint-Denis.
En 1999, Courson opère un changement de cap, pour ne pas s'enfermer dans une procédure systématique de métissage de musiques a priori très différentes. Aidé de Tomas Gubitch, il se lance dans l'enregistrement de l'album Songs of Innocence sur lequel des voix d'enfants du monde entier chantent les compositions des deux compères. Une des chansons, Toma que toma, obtient de bonnes places dans les charts d'Espagne et des pays hispanophones d'Amérique latine. Hughes de Courson a également continué son activité de producteur, notamment avec le chanteur de flamenco El Lebrijano (pou Lagrimas de Cera), Dorantes, Kepa Junkera, Hevia et une production finnoise, Värttinä.

#### Les années 2000
Avec O'Stravaganza , Vivaldi l'Irlandais , de Courson reprend la formule de Lambarena ou de Mozart l'Égyptien. Cette fois, c'est une rencontre entre musique baroque et musique celtique dans laquelle Vivaldi est joué par l'ensemble Il Giardino Armonico, dirigé par Giovanni Antonini. La musique est confrontée aux instruments d'un ensemble irlandais et breton composé des meilleurs musiciens du moment. Cette musique est très favorablement reçue par le public, autant en disques que sur scène, notamment au Festival interceltique de Lorient, au Festival de Cornouaille de Quimper et au festival de musique baroque de Herne (Allemagne).
En 2003, Hughes de Courson a réalisé un album mêlant musique électronique et musique sacrée médiévale, Lux Obscura, puis en août 2005 un second volet de Mozart l'Égyptien. Il a également été mis à contribution pour réarranger l'hymne national du Qatar.
Le grand concert Mozart l'Égyptien qui devait avoir lieu en octobre 2006 au Zénith de Paris est annulé. Hughes de Courson tente de reprendre l'évènement fin mars 2007 au Grand Rex de Paris, une tournée devant suivre à Saint-Pétersbourg, Moscou et Dubaï.
En 2008, Hughes de Courson a signé la musique du dernier Forum économique de Jeddah (c'était alors la première fois qu'un orchestre symphonique jouait en Arabie saoudite) et est à l'origine de plusieurs évènements dans le golfe Persique. Il habite un temps à Kuala Lumpur (où il a suivi son épouse, diplomate de l'Union européenne). Il étudie les musiques traditionnelles asiatiques.

#### Les années 2010
Le 15 juillet 2010, Hughes de Courson participe au concert exceptionnel de reformation de Malicorne donné à La Rochelle dans le cadre des Francofolies.
Le 23 novembre 2010, il dirige l'Asian Bolero lors d'un concert donné sur les quais de Diamond Island à Saïgon, la plus grande ville du Viêt Nam.
Le 16 décembre 2011, le Qatar Philharmonic Orchestra (direction : Patrick Souillot) et de nombreux musiciens traditionnels orientaux donnent au MIA Park de Doha, la capitale du Qatar, un concert intitulé The Magic Lute dont Courson a composé la musique.
L'Orchestre de Chambre de Paris (sous la direction de Patrick Souillot) présente pour la première fois à Paris le spectacle Mozart l’Égyptien le 10 décembre 2012 au Théâtre du Chatelet, réunissant sur scène plus de 100 artistes (outre les musiciens de l'orchestre symphonique, des musiciens traditionnels égyptiens, des chanteurs arabes, et un chœur mixte) (arrangements : Hughes de Courson).
Depuis 2017, il réside dans la ville médiévale de Semur-en-Auxois où il a ouvert un restaurant musical appelé Le Bœuf qui chante dans lequel il a le projet d'accueillir ses innombrables amis musiciens.

## Discographie

### Albums pré-Malicorne
- 1973 : Pierre de Grenoble (album studio « pré-Malicorne » sous le nom de Gabriel & Marie Yacoub produit par Hughes de Courson & le Studio Acousti)

### Discographie avecMalicorne
- 1974 : Malicorne 1 (Colin) (album studio #1)
- 1975 : Malicorne 2 (Le Mariage anglais) (album studio #2)
- 1976 : Almanach (album studio #3)
- 1977 : Malicorne 4 (Nous sommes chanteurs de sornettes) (album studio #4)
- 1977 : Quintessence (compilation #1 - première époque 1974-1977)
- 1978 : L'Extraordinaire Tour de France d'Adélard Rousseau, dit Nivernais la clef des cœurs, Compagnon charpentier du devoir (album studio #5)
- 1979 : En public (album live)
- 1989 : Légende, deuxième époque (compilation #2 - deuxième époque 1978-1986)
- 1996 : Vox (compilation #3 - chansons interprétées uniquement a cappella)
- 2005 : Marie de Malicorne (compilation #4 - chansons interprétées uniquement par Marie Yacoub)
- 2011 : Concert exceptionnel aux Francofolies de la Rochelle (album live - enregistrement du concert du 15/07/2010)

### Discographie en solo
- 1979 : Fonds de tiroir (album de compilation regroupant 12 morceaux datant de 1967 composés par Hughes de Courson : 3 instrumentaux et 9 chansons sur des paroles de Patrick Modiano ; originellement publié en 1979 aux éditions Ballon noir ; édité en CD en 1997 aux éditions Masq ; réédité en 2005 sous le titre Fonds de tiroirs 1967 par le label Le Roseau et initialement distribué par Harmonia Mundi)[8]
- 1995 : Lambarena : Bach to Africa (album mélangeant la musique de Jean-Sébastien Bach et la musique traditionnelle gabonaise auquel le musicien gabonais Pierre Akendengué a collaboré)
- 1995 : DecOdeX (avec Sébastien Libolt pour le spectacle éponyme de Philippe Decouflé)
- 1998 : Mozart l'Égyptien
- 1999 : Songs Of Innocence
- 2001 : O'Stravaganza : Vivaldi l'Irlandais
- 2003 : Lux obscura
- 2005 : Mozart l'Égyptien Vol. 2
- 2008 : Babel

### Discographie cinématographique
1994 : Charlemagne (Celluloid – 66941-2)

## Vidéographie
Avec Malicorne
- 2011 : Concert exceptionnel aux Francofolies de la Rochelle (DVD - film du concert du 15/07/2010)

## Spectacles chorégraphiques[1]
- 1986 : Codex (chorégraphie : Philippe Decouflé)
- 1987 : Erzsebet (chorégraphie : Marceline Lartigue)
- 1991 : Lola Montes (chorégraphie : Marceline Lartigue)
- 1995 : DecOdeX (avec Sébastien Libolt ; chorégraphie : Philippe Decouflé)
- 2006 : Assentiment 1 (chorégraphie : Marlène Myrtil)
- 2007 : Résurgences (chorégraphie : Alfred Alerte)
- 2012 : Panorama (chorégraphie : Philippe Decouflé)